# Nordamerikanska mästerskapet i volleyboll för damer 2009
Nordamerikanska mästerskapet 2009 i volleyboll för damer hölls 22 till 27 september 2011 i Bayamón, Puerto Rico. Det var den 21:e upplagan av tävlingen och 8 landslag från NORCECA:s medlemsförbund deltog. Dominikanska republiken vann tävlingen för första gången genom att besegra Puerto Rico i finalen. Prisilla Rivera utsågs till mest värdefulla spelare.

## Deltagande lag
| Lag                     | Deltog senast |
| ----------------------- | ------------- |
| Kanada                  | Kanada 2007   |
| Costa Rica              | Kanada 2007   |
| Kuba                    | Kanada 2007   |
| Mexiko                  | Kanada 2007   |
| Puerto Rico             | Kanada 2007   |
| Dominikanska republiken | Kanada 2007   |
| USA                     | Kanada 2007   |
| Trinidad och Tobago     | Kanada 2007   |

## Grupper
| Grupp A                                                              | Grupp B                          |
| -------------------------------------------------------------------- | -------------------------------- |
| Kanada · Puerto Rico · Dominikanska republiken · Trinidad och Tobago | Costa Rica · Kuba · Mexiko · USA |

## Första rundan

### Grupp A

#### Resultat
| Datum    | Mellan                                        | Resultat | Set   | Set   | Set   | Set   | Set | Poäng totalt | Speltid | Åskådare |
| Datum    | Mellan                                        | Resultat | 1     | 2     | 3     | 4     | 5   | Poäng totalt | Speltid | Åskådare |
| -------- | --------------------------------------------- | -------- | ----- | ----- | ----- | ----- | --- | ------------ | ------- | -------- |
| 22-09-09 | Kanada - Dominikanska republiken              | 0 - 3    | 20:25 | 22:25 | 20:25 |       |     | 62 - 75      | 1h:22   | 2.400    |
| 22-09-09 | Puerto Rico - Trinidad och Tobago             | 3 - 0    | 25:18 | 25:15 | 25:17 |       |     | 75 - 50      | 1h:06   | 4.000    |
| 23-09-09 | Dominikanska republiken - Trinidad och Tobago | 3 - 0    | 25:12 | 25:10 | 25:7  |       |     | 75 - 29      | 0h:53   | 400      |
| 23-09-09 | Kanada - Puerto Rico                          | 0 - 3    | 22:25 | 23:25 | 21:25 |       |     | 66 - 75      | 1h:20   | 2.000    |
| 24-09-09 | Kanada - Trinidad och Tobago                  | 3 - 0    | 25:20 | 25:16 | 25:19 |       |     | 75 - 55      | 1h:08   | 100      |
| 24-09-09 | Puerto Rico - Dominikanska republiken         | 1 - 3    | 21:25 | 30:28 | 16:25 | 22:25 |     | 89 - 103     | 1h:48   | 4.400    |

#### Sluttabell
| Pos | Landslag                | Poäng | Matcher | Matcher | Matcher   | Set   | Set       | Kvot  | Poäng | Poäng     | Kvot  |
| Pos | Landslag                | Poäng | Spelade | Vunna   | Förlorade | Vunna | Förlorade | Kvot  | Vunna | Förlorade | Kvot  |
| --- | ----------------------- | ----- | ------- | ------- | --------- | ----- | --------- | ----- | ----- | --------- | ----- |
| 1   | Dominikanska republiken | 6     | 3       | 3       | 0         | 9     | 1         | 9.000 | 253   | 180       | 1.406 |
| 2   | Puerto Rico             | 5     | 3       | 2       | 1         | 7     | 3         | 2.333 | 239   | 219       | 1.091 |
| 3   | Kanada                  | 4     | 3       | 1       | 2         | 3     | 6         | 0.500 | 203   | 205       | 0.990 |
| 4   | Trinidad och Tobago     | 3     | 3       | 0       | 3         | 0     | 9         | 0.000 | 134   | 225       | 0.596 |

      Kvalificerade för semifinal.
      Kvalificerade för kvartsfinal.

### Grupp B

#### Resultat
| Datum    | Mellan              | Resultat | Set   | Set   | Set   | Set   | Set   | Poäng totalt | Speltid | Åskådare |
| Datum    | Mellan              | Resultat | 1     | 2     | 3     | 4     | 5     | Poäng totalt | Speltid | Åskådare |
| -------- | ------------------- | -------- | ----- | ----- | ----- | ----- | ----- | ------------ | ------- | -------- |
| 22-09-09 | USA - Mexiko        | 3 - 0    | 25:18 | 25:10 | 25:13 |       |       | 75 - 41      | 1h:13   | 206      |
| 22-09-09 | Kuba - Costa Rica   | 3 - 1    | 25:14 | 25:10 | 22:25 | 25:20 |       | 97 - 69      | 1h:21   | 300      |
| 23-09-09 | Costa Rica - Mexiko | 1 - 3    | 26:28 | 25:23 | 19:25 | 19:25 |       | 89 - 101     | 1h:45   | 350      |
| 23-09-09 | USA - Kuba          | 2 - 3    | 25:19 | 25:16 | 16:25 | 26:28 | 10:15 | 102 - 103    | 2h:00   | 2.000    |
| 24-09-09 | Kuba - Mexiko       | 3 - 0    | 25:15 | 25:13 | 25:14 |       |       | 75 - 42      | 1h:04   | 250      |
| 24-09-09 | USA - Costa Rica    | 3 - 0    | 25:7  | 25:10 | 25:13 |       |       | 75 - 30      | 1h:01   | 1.100    |

#### Sluttabell
| Pos | Landslag   | Poäng | Matcher | Matcher | Matcher   | Set   | Set       | Kvot  | Poäng | Poäng     | Kvot  |
| Pos | Landslag   | Poäng | Spelade | Vunna   | Förlorade | Vunna | Förlorade | Kvot  | Vunna | Förlorade | Kvot  |
| --- | ---------- | ----- | ------- | ------- | --------- | ----- | --------- | ----- | ----- | --------- | ----- |
| 1   | Kuba       | 6     | 3       | 3       | 0         | 9     | 3         | 3.000 | 275   | 213       | 1.291 |
| 2   | USA        | 5     | 3       | 2       | 1         | 8     | 3         | 2.667 | 252   | 173       | 1.457 |
| 3   | Mexiko     | 4     | 3       | 1       | 2         | 3     | 7         | 0.429 | 184   | 239       | 0.770 |
| 4   | Costa Rica | 3     | 3       | 0       | 3         | 2     | 9         | 0.222 | 187   | 273       | 0.685 |

      Kvalificerade för semifinal.
      Kvalificerade för kvartsfinal.

## Slutspelsfasen

### Slutspelsträd
|  | Kvartsfinaler | Kvartsfinaler | Kvartsfinaler |             |                         | Semifinaler             | Semifinaler             | Semifinaler         |                     |     | Final | Final | Final |  |
|  |               |               |               |             |                         |                         |                         |                     |                     |     |       |       |       |  |
|  |               |               |               |             |                         | Dominikanska republiken | Dominikanska republiken | 3                   |                     |     |       |       |       |  |
|  |               |               |               |             |                         | Dominikanska republiken | Dominikanska republiken | 3                   |                     |     |       |       |       |  |
|  |               |               | USA           | USA         | 2                       |                         |                         |                     |                     |     |       |       |       |  |
|  | USA           | USA           | USA           | USA         | 2                       | 3                       |                         |                     |                     |     |       |       |       |  |
|  | USA           | USA           |               |             |                         |                         |                         |                     |                     |     |       |       |       |  |
|  | Kanada        | Kanada        | 1             |             |                         |                         |                         |                     |                     |     |       |       |       |  |
|  | Kanada        | Kanada        | 1             |             | Dominikanska republiken | Dominikanska republiken | 3                       |                     |                     |     |       |       |       |  |
|  |               |               |               |             |                         |                         |                         |                     |                     |     |       |       |       |  |
|  |               |               | Puerto Rico   | Puerto Rico | 2                       |                         |                         |                     |                     |     |       |       |       |  |
|  |               |               |               | Puerto Rico | 2                       |                         |                         |                     |                     |     |       |       |       |  |
|  |               |               |               |             |                         |                         |                         |                     |                     |     |       |       |       |  |
|  |               |               |               |             |                         |                         |                         |                     |                     |     |       |       |       |  |
|  |               | Kuba          | Kuba          | 2           |                         |                         | Match om tredjepris     | Match om tredjepris | Match om tredjepris |     |       |       |       |  |
|  |               |               |               | 2           |                         |                         |                         |                     |                     |     |       |       |       |  |
|  |               |               | Puerto Rico   | Puerto Rico | 3                       |                         |                         |                     |                     |     |       |       |       |  |
|  | Puerto Rico   | Puerto Rico   | Puerto Rico   | Puerto Rico | 3                       | 3                       |                         |                     | USA                 | USA | 2     |       |       |  |
|  | Puerto Rico   | Puerto Rico   |               |             |                         |                         |                         |                     | USA                 | USA | 2     |       |       |  |
|  | Mexiko        | Mexiko        | 0             |             |                         | Kuba                    | Kuba                    | 3                   |                     |     |       |       |       |  |

#### Resultat
| Datum    | Mellan                                | Resultat | Set   | Set   | Set   | Set   | Set   | Poäng totalt | Speltid | Åskådare |
| Datum    | Mellan                                | Resultat | 1     | 2     | 3     | 4     | 5     | Poäng totalt | Speltid | Åskådare |
| -------- | ------------------------------------- | -------- | ----- | ----- | ----- | ----- | ----- | ------------ | ------- | -------- |
| 25-09-09 | USA - Kanada                          | 3 - 1    | 17:25 | 25:10 | 25:23 | 25:21 |       | 92 - 79      | 1h:44   | 550      |
| 25-09-09 | Puerto Rico - Mexiko                  | 3 - 0    | 25:11 | 25:15 | 25:15 |       |       | 75 - 41      | 1h:08   | 1.700    |
| 26-09-09 | Dominikanska republiken - USA         | 3 - 2    | 21:25 | 26:24 | 10:25 | 25:20 | 21:19 | 109 - 113    | 2h:05   | 2.500    |
| 26-09-09 | Kuba - Puerto Rico                    | 2 - 3    | 25:21 | 23:25 | 17:25 | 25:20 | 19:21 | 109 - 112    | 2h:01   | 4.500    |
| 27-09-09 | USA - Kuba                            | 2 - 3    | 25:17 | 25:16 | 26:28 | 16:25 | 11:15 | 103 - 101    | 1h:56   | 3.000    |
| 27-09-09 | Dominikanska republiken - Puerto Rico | 3 - 2    | 19:25 | 25:23 | 16:25 | 32:30 | 15:8  | 107 - 111    | 2h:10   | 7.100    |

### Spel om plats 5-8
|  | Matcher om plats 5-8 | Matcher om plats 5-8 | Matcher om plats 5-8 |        |        | Match om 5:e platsen | Match om 5:e platsen | Match om 5:e platsen |  |
|  |                      |                      |                      |        |        |                      |                      |                      |  |
|  | Trinidad och Tobago  | Trinidad och Tobago  | 0                    |        |        |                      |                      |                      |  |
|  | Trinidad och Tobago  | Trinidad och Tobago  | 0                    |        |        |                      |                      |                      |  |
|  | Mexiko               | Mexiko               | 3                    |        |        |                      |                      |                      |  |
|  | Mexiko               | Mexiko               | 3                    |        | Mexiko | Mexiko               | 0                    |                      |  |
|  |                      |                      |                      |        | Mexiko | Mexiko               | 0                    |                      |  |
|  |                      |                      | Kanada               | Kanada | 3      |                      |                      |                      |  |
|  | Costa Rica           | Costa Rica           | Kanada               | Kanada | 3      | 0                    |                      |                      |  |
|  | Costa Rica           | Costa Rica           |                      |        |        | 0                    |                      |                      |  |
|  | Kanada               | Kanada               | 3                    |        |        | Match om 7:e platsen | Match om 7:e platsen | Match om 7:e platsen |  |
|  | Kanada               | Kanada               | 3                    |        |        |                      |                      |                      |  |
|  |                      |                      |                      |        |        |                      |                      |                      |  |
|  |                      |                      |                      |        |        | Trinidad och Tobago  | Trinidad och Tobago  | 0                    |  |
|  |                      |                      |                      |        |        | Trinidad och Tobago  | Trinidad och Tobago  | 0                    |  |
|  |                      |                      |                      |        |        | Costa Rica           | Costa Rica           | 3                    |  |

#### Resultat
| Datum    | Mellan                           | Resultat | Set   | Set   | Set   | Set | Set | Poäng totalt | Speltid | Åskådare |
| Datum    | Mellan                           | Resultat | 1     | 2     | 3     | 4   | 5   | Poäng totalt | Speltid | Åskådare |
| -------- | -------------------------------- | -------- | ----- | ----- | ----- | --- | --- | ------------ | ------- | -------- |
| 26-09-09 | Trinidad och Tobago - Mexiko     | 0 - 3    | 20:25 | 16:25 | 16:25 |     |     | 52 - 75      | 1h:10   | 400      |
| 26-09-09 | Costa Rica - Kanada              | 0 - 3    | 17:25 | 16:25 | 22:25 |     |     | 55 - 75      | 1h:07   | 500      |
| 27-09-09 | Trinidad och Tobago - Costa Rica | 0 - 3    | 18:25 | 22:25 | 23:25 |     |     | 63 - 75      | 1h:11   | 150      |
| 27-09-09 | Mexiko - Kanada                  | 0 - 3    | 22:25 | 21:25 | 19:25 |     |     | 62 - 75      | 1h:17   | 325      |

## Slutplaceringar
| Sluttabell | Lag                     | Kvalificerat för         |
| ---------- | ----------------------- | ------------------------ |
|            | Dominikanska republiken | Grand Champions Cup 2009 |
|            | Puerto Rico             |                          |
|            | Kuba                    |                          |
| 4          | USA                     |                          |
| 5          | Kanada                  |                          |
| 6          | Mexiko                  |                          |
| 7          | Costa Rica              |                          |
| 8          | Trinidad och Tobago     |                          |

## Individuella utmärkelser
| Utmärkelse              | Namn             | Lag                     |
| ----------------------- | ---------------- | ----------------------- |
| Mest värdefulla spelare | Prisilla Rivera  | Dominikanska republiken |
| Bästa poängvinnare      | Áurea Cruz       | Puerto Rico             |
| Bästa anfallare         | Nancy Meendering | USA                     |
| Bästa blockare          | Nancy Carrillo   | Kuba                    |
| Bästa servare           | Yanelis Santos   | Kuba                    |
| Bästa passare           | Vilmarie Mojica  | Puerto Rico             |
| Bästa mottagare         | Brenda Castillo  | Dominikanska republiken |
| Bästa försvarare        | Brenda Castillo  | Dominikanska republiken |
| Bästa libero            | Brenda Castillo  | Dominikanska republiken |
| Rising star             | Wilma Salas      | Kuba                    |